# Castelo de Beeston
O Castelo de Beeston é um castelo localizado em Beeston, Cheshire, Inglaterra, Reino Unido. Está situado em posição elevada, sobre um penhasco de rocha de arenito de uns 110 metros de altura, acima da Planície de Cheshire. Foi construído na década de 1220, por Ranulph de Blondeville, 6º Conde de Chester, na sua volta após as Cruzadas. Em 1237, Henrique III de Inglaterra tomou posse de Beeston e o castelo foi mantido em boas condições até o século XVI, quando se decidiu não usá-lo para fins militares. Apesar disso foi usado de novo em 1643, devido a Guerra civil inglesa. O castelo foi demolido parcialmente em 1646 para evitar que fosse usado novamente como fortaleza. No século XVIII, o lugar foi usado como pedreira.
Há rumores que, nos jardins do castelo permanece enterrado um tesouro pertencente a Ricardo II de Inglaterra, mas nenhuma das numerosas buscas realizadas deram algum sinal do mesmo. O castelo, agora em ruínas, está tombado como grau I na lista de edifícios do Reino Unido, qualificado como um edifício antigo protegido (Scheduled Ancient Monument), e é propriedade de English Heritage.

## Pré-história
O penhasco de Beeston faz parte de uma cadeia de colinas rochosas que se estende ao longo da Planície de Cheshire. Os arqueólogos descobriram pontas de flechas de sílex no penhasco, as quais datam do Neolítico, assim como restos de um assentamento da cidade da Idade do Bronze, originário de 800 a.C.; e um castro da Idade do Ferro, originado em volta de 400 a.C..

## Projeto

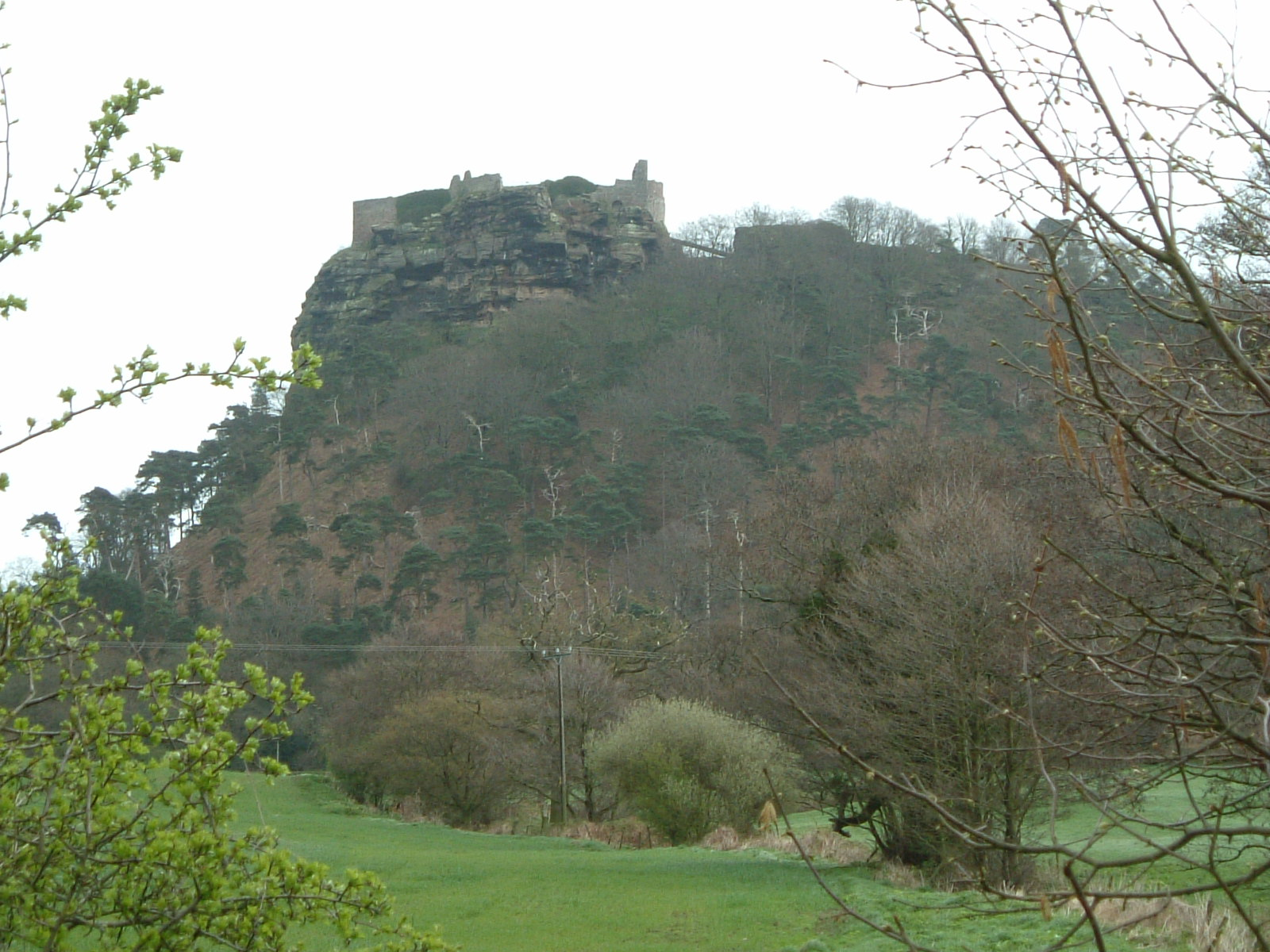
Vista do castelo desde o oeste. O castelo está sobre um penhasco de 110 metros de altura sobre a Planície de Cheshire.

O castelo de Beeston foi construído por Ranulfo de Blondeville, 6º Conde de Chester, como uma fortaleza sólida e símbolo de poder. O castelo é descrito em documentos medievais como Castellum de Rupe (o castelo da rocha). Junto com o Castelo de Bolingbroke, em Lincolnshire, foi um dos dois castelos importantes construídos por Ranulph na década de 1220, pouco depois de seu regresso da Quinta Cruzada. Diferente de muitos outros castelos da época, este não tem uma  como última linha defensiva. No lugar disso, os elementos naturais dos terreno junto com os enormes muros, fortes portas e torres situadas cuidadosamente, fazem com que as muralhas existentes sejam uma fortaleza em si mesmas. As fortificações têm duas partes. A primeira delas é um pequeno recinto murado interno, ou muralha fortificada, situada no alto da colina, com uma inclinação significante em três dos lados. A segunda parte das fortificações, um recinto murado externo, foi construído na parte baixa da ladeira, e conta com uma enorme casa do guarda, protegida por outro fosso, este de 5 metros de largura e 3 de profundidade.
O recinto exterior era mais ou menos retangular, com os muros revestidos de arenito e 3 metros de espessura. As muralhas, das quais ainda há alguns restos, tinham algumas torres em forma de D, uma inovação nos castelos ingleses da época. As torres permitiam aos defensores fazer disparos para a frente, mas por seu desenho, com a parte posterior aberta, não ofereciam cobertura no caso dos atacantes conseguirem chegar ao interior do recinto. O recinto interno estava situado no topo rochoso, no extremo oeste do penhasco.
Foram escavados dois poços na rocha para fornecer água fresca aos habitantes do castelo. Um deles, de 113 metros de profundidade, é um dos poços mais profundos situados em castelos ingleses. Acredita-se que foi Ranulph de Blodeville o responsável pelo desenho do castelo, inspirando-se nas fortificações que tinha visto durante o tempo que passou na Terra Santa durante as Cruzadas, embroa não tenha contemplado o castelo terminado.

## Castelo real

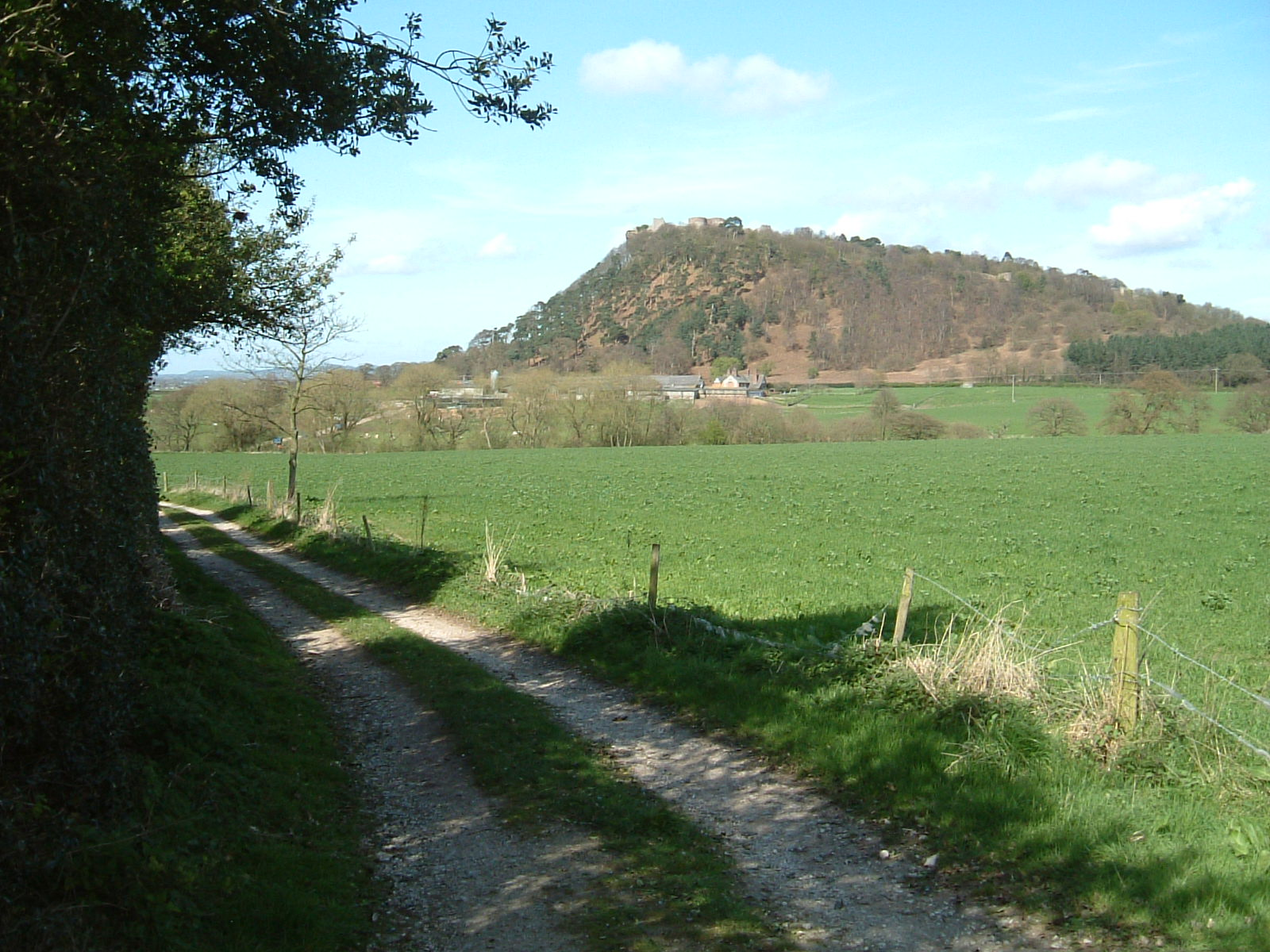
Vista do castelo sobre a Planície de Cheshire.

Embora a maioria das defesas já existissem em 1232, ano da morte de Ranulph; naquele momento ainda não existiam dependências nem barracas. O conde John, o sucessor de Ranulph, morreu sem um herdeiro e o rei Henrique III de Inglaterra tomou posse da região de Cheshire e portanto, do castelo de Beeston. Henrique III ampliou o castelo durante suas guerras contra o País de Gales, sendo usado como prisão para prisioneiros galeses. No entanto, não se fez nenhuma tentativa de equipar o castelo como residência permanente com salões e aposentos. Provavelmente a guarnição se hospedava em construções de madeira situadas no interior do recinto interno.
Em 1254, Henrique III cedeu Beeston, junto com outras terras em Cheshire, a seu filho, o príncipe Eduardo, onde como o título de Conde de Chester, que desde então é ostentado pelo herdeiro ao trono da Inglaterra. Em 1272, Eduardo foi coroado rei da Inglaterra e completou a conquista de Gales. Durante o reinado de Eduardo e o século XIV, o castelo de Beeston foi melhorado e mantido em bom estado. Poré, no século XVI, foi decidido que o castelo não seria usado pela Coroa britânica e em 1602 foi vendido ao sir Hugh Beeston de Beeston Hall.
Há persistentes rumores de que há um tersouro escondido por Ricardo II em algum lugar dos jardins. Se supõe que ele escondeu parte de suas riquezas em Beeston em sua viagem à Chester em 1399, antes de tomar um barco em direção à Irlanda para abafar a rebelião que havia estourado na ilha. Na sua volta, Ricardo foi deposto por Henrique, Duque de Lencastre, que reinaria com o nome de Henrique IV de Inglaterra, e se dice que o tesouro permaneceu oculto. Foram realizados numerosas buscas, a maioria delas no poço profundo do recinto murado interior, mas não se encontrou nada.

## Guerra civil

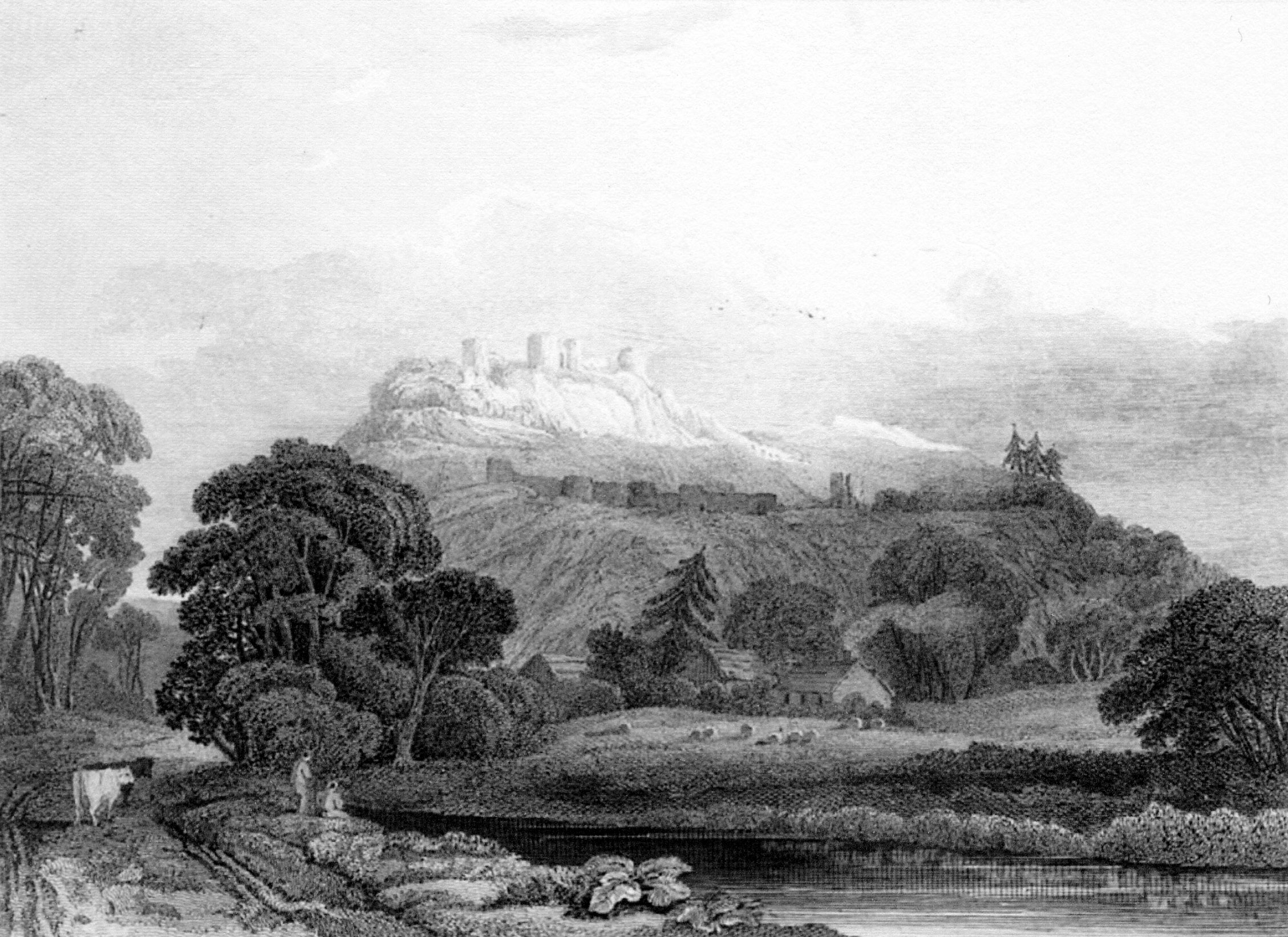
Gravura de 1816 que mostra o castelo de Beeston.

Durante a Guerra civil inglesa, voltou-se a usar para fins militares muitos castelos que já não eram considerados. Em 20 de Fevereiro de 1643, quando forças parlamentaristas comandadas por Sir William Brereton tomaram o castelo de Beeston e repararam os muros e esvaziaram o poço. Durante esse ano, parte do exército real irlandês chegou a Chester. Na noite de 13 de Dezembro, o capitão Thomas Sandford e oito soldados desse exército penetraram sigilosamente no castelo (possivelmente ajudado por algum traidor) e surpreenderam o governador do castelo, o capitão Thomas Steele, que estava tão desconcertado pelo acontecimento, que se rendeu sob a condição de que lhe deixassem abandonar o castelo com honras. Steele foi golpeado por seu fracasso na hora de defender o castelo.
Os monárquicos conseguiram resistir durante um ano ao cerco de forças parlamentaristas, de Novembro de 1644 até Novembro de 1645, quando a falta de mantimentos os obrigou a renderem-se. Em 1646, foi realizada uma corte marcial em Warrington, onde se decidiu que as fortificações dos castelos de Halton e Beeston deviam ser desmanteladas para evitar que foram novamente usadas como fortaleza.

## Período posterior

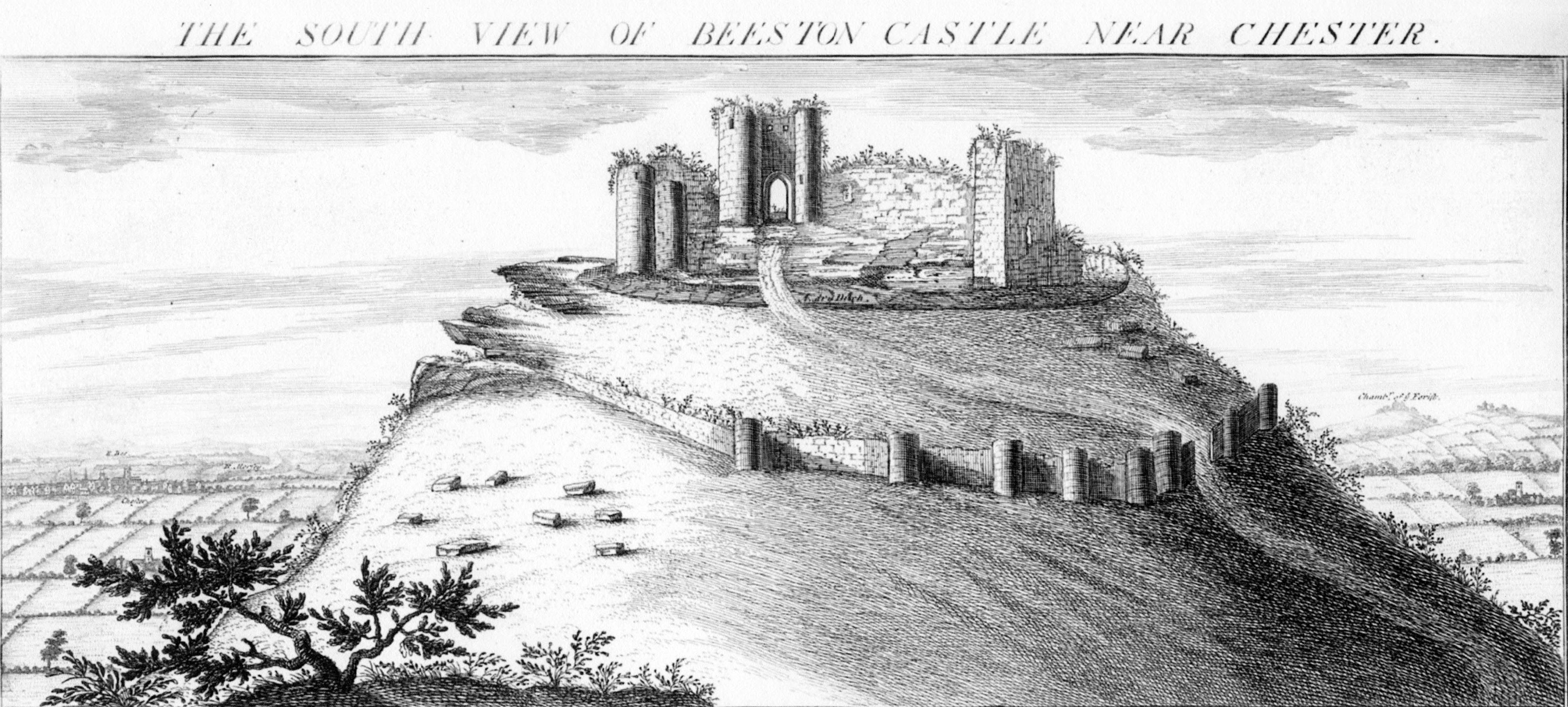
Gravura dos irmãos Buck que mostra o castelo de Beeston desde o sul (1727).

Durante o século XVIII, os jardins do castelo serviram de pedreira e a porta principal do recinto interior foi demolida para construir uma pista para que as pedras pudessem ser tiradas do lugar. Em 1840, o castelo foi comprado por John Tollemache, primeiro barão de Tollemache, naquele momento o principal proprietário de terras de Cheshire, como parte de uma compra maior. Em meados do século XIX, o castelo foi o lugar onde se celebrava uma festa beneficente com dois dias de duração para arrecadar dinheiro para os órfãos e viúvas locais. Parece ser que o acontecimento chegou a ser bastante popular, chegando a atrair mais de 3.000 visitantes por dia.

## Atualidade

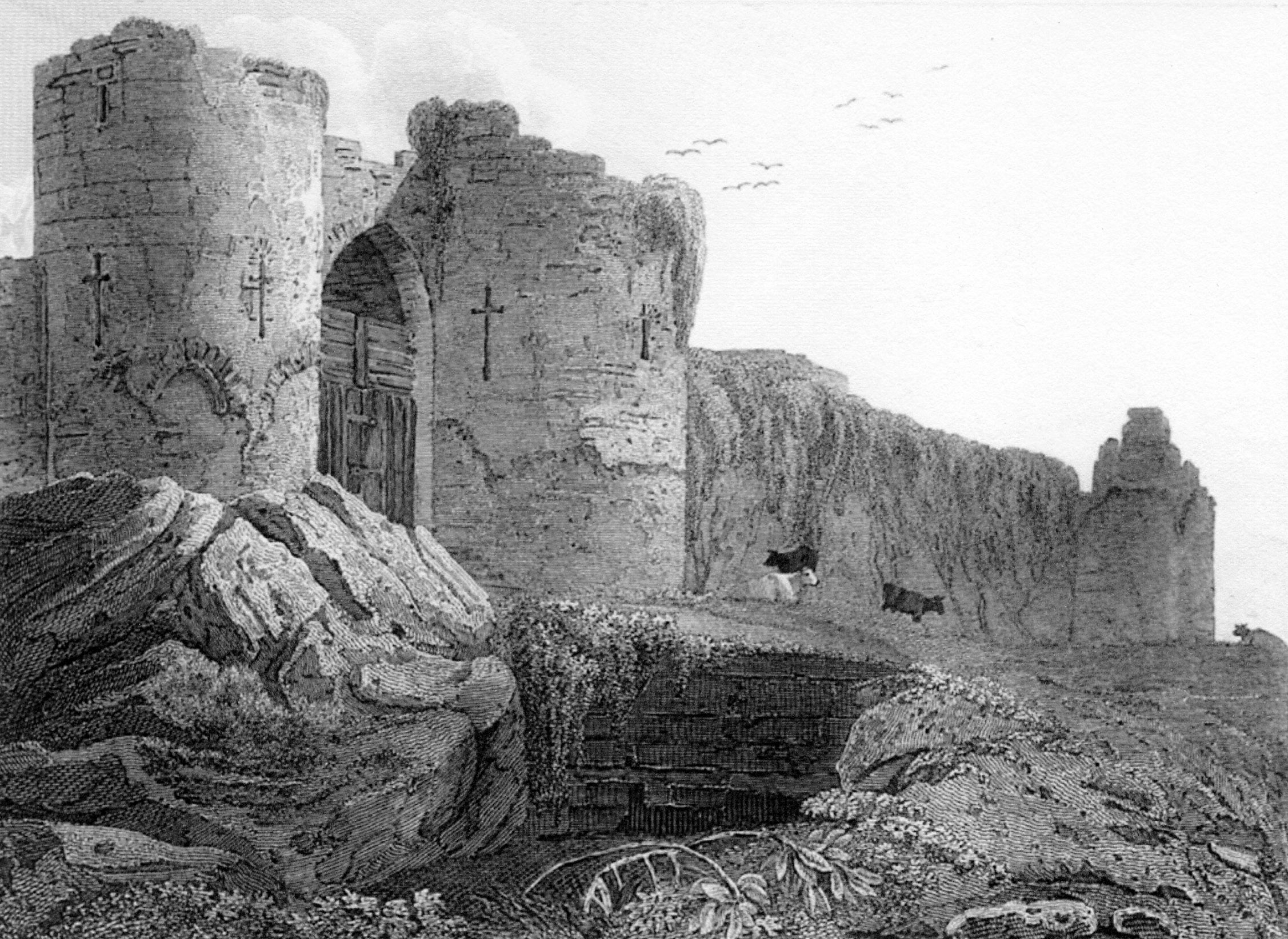
Gravura de 1816 que mostra a entrada ao castelo.

O castelo é propriedade de English Heritage, e embora esteja em ruínas, as muralhas e as torres se encontram em bom estado, suficiente tanto para proporcionar ao lugar uma clara visão de como era no passado. O castelo está aberto ao público e conta com um pequeno museu e um centro de visitantes. No século XIX, Tollemache edificou uma casa para o vigilante, a qual foi ampliada no século XX. Esta tem dois andares, com duas torres circulares em cada lado do arco central. O castelo está tombado como grau I, na lista de edifícios do Reino Unido, enquanto que a casa do vigilante está tombada como grau II.
O castelo de Beeston é um dos castelos da Inglaterra com uma das vistas mais espetaculares, estendendo-se por oito distritos, desde os Peninos ao leste, até as montanhas de Gales ao oeste.